# Ошлангер
Ошлангер (мар. Ошлаэҥер) — деревня в Оршанском районе Республики Марий Эл. Входит в состав Великопольского сельского поселения.

## География
Находится в северной части республики Марий Эл на расстоянии приблизительно 14 км по прямой на юго-восток от районного центра посёлка Оршанка.

## История
Известна с 1786 года как деревня Большой Ошлангер. В 1836 году в деревне в 6 хозяйствах проживали 76 человек. В 1859—1876 годах насчитывалось 18 хозяйств, 101 житель. С 1887 года деревня носит название Ошлангер. К 1905 году в деревне значилось 33 хозяйства, проживали 489 человек. В 1929 году в деревне в 65 хозяйствах проживали 320 человек, из них 299 мари, остальные — русские. В 1978 году в деревне Ошлангер находилось 51 хозяйство, проживали 218 человек. В 2004 году оставались 46 хозяйств. В советское время работали колхозы «Марий ял» и имени Шкетана.

## Население
Население составляло 120 человек (мари 97 %) в 2002 году, 107 в 2010.